# Peperomia harmandii
Peperomia harmandii är en pepparväxtart som beskrevs av C. Dc.. Peperomia harmandii ingår i släktet peperomior, och familjen pepparväxter. Inga underarter finns listade i Catalogue of Life.